# Международная ассоциация семиотических исследований
Международная ассоциация семиотических исследований (International Association for Semiotic Studies, Association Internationale de Sémiotique, IASS-AIS) — крупнейшая в мире организация по изучению семиотики, основана в 1969.
Среди основателей: Роман Якобсон, Альгирдас Жюльен Греймас, Юлия Кристева, Эмиль Бенвенист, Андре Мартине, Ролан Барт, Умберто Эко, Юрий Лотман.
Ассоциация выпускает журнал Semiotica, рабочие языки — английский, французский.

## Всемирные семиотические конгрессы
Проводились регулярно под эгидой IASS-AIS:
1. Милан, Италия: 2—6 июня 1974 (A Semiotic Landscape)
2. Вена, Австрия, 2—6 июля 1979 (Semiotics Unfolding)
3. Палермо, Италия, 24—29 июня, 1984 (Semiotic Theory and Practice)
4. Барселона, Испания — Перпиньян, Франция, 31 марта — 4 апреля 1989 (Signs of Humanity/L’homme et ses signes)
5. Беркли (Калифорния), США, 12—18 июня 1994 (Signs of the World. Synthesis in Diversity)
6. Гвадалахара, Мексика, 13—18 июля 1997 (Semiotics Bridging Nature and Culture/La sémiotique: carrefour de la nature et de la culture/La semiotica. Intersección de la naturaleza y de la cultura)
7. Дрезден, Германия, 6—11 октября 1999 (Sign Processes in Complex Systems/Zeichenprozesse in komplexen Systemen)
8. Лион, Франция, 7—12 июля 2004 (Signes du monde. Interculturalité et globalisation / Signs of the World. Interculturality and Globalization / Zeichen der Welt: Interkulturalität und Globalisierung / Los signos del mundo: Interculturalidad y Globalización)
9. Хельсинки — Иматра, Финляндия, 11—17 июня 2007 (Understanding/Misunderstanding)
10. Ла-Корунья, Испания, 22—26 сентября 2009 (Culture of Communication/Communication of Culture) См.
11. Нанкин, Китай, 5—9 октября 2012 (Global Semiotics: Bridging Different Civilizations)
12. София, Болгария, 16—20 сентября 2014 (New Semiotics: between Tradition and Innovation)

## Президенты
- Эмиль Бенвенист (1969—1972)
- Cesare Segre (1972—?)
- Jerzy Pelc (?—1994)
- Roland Posner (1994—2004)
- Eero Tarasti (2004—2014)
- Paul Cobley (с 2014)